# ميرزا طاهر أحمد
هو الإمام للقيدانية الأحمدية ورابع خلفاء الأحمدية

## مولده ونشأته
ولد ميرزا طاهر أحمد في الثامن عشر من كانون الأول (ديسمبر) عام 1928 في مدينة (قاديان) في الهند. كان أبوه الخليفة الثاني للقاديانية مرزا بشير الدين محمود أحمد والسيدة مريم بيغم. قد ترعرع على التقوى والفضيلة ويذكر أنه سُئل مرة في طفولته من قِبل عالم من الجماعة الإسلامية الأحمدية: ما هي المكافأة التي تتمناها مقابل أن تقوم بأعمال حسنة؟ وكان الجواب العفوي للطفل ذي السنوات العشر: "الله...الله وحده".[بحاجة لمصدر]

## دراسته وتأهيله العلمي
كان لديه سعة اطلاع ومعرفة مكنته من إكمال دراسته في الجامعة الخاصة لتأهيل دعاة الجماعة الإسلامية الأحمدية في مدينة (ربوة) في الباكستان. ثم درس في مدرسة العلوم الشرقية في لندن وبعد أن أكمل دراساته العليا وجه حياته لخدمة الدين الإسلامي.[محل شك]

## قبل الخلافة
خدم الجماعة قبل الخلافة بإخلاص، وشغل مناصب عديدة منها منصب رئيس مجلس خدام الجماعة الإسلامية الأحمدية، ومنصب رئيس مجلس أنصار الله، ومنصب مدير «الوقف الجديد»، وهو مشروع لتربية أبناء الجماعة خاصة في قرى باكستان. كما كان عضوا في المنظمة العالمية الأحمدية للعمارة والهندسة.

## توليه الخلافة
تولى الخلافة سنة 1982م

## إنجازات الجماعة في عهده
حققت الجماعة الإسلامية الأحمدية في عهده تطورا على جميع الأصعدة الجغرافية والفكرية والروحية والتاريخية. وأكّد على مكانة المرأة في الإسلام وأهمية العائلة كنواة لمجتمع إسلامي صحي وشجع على تجنب المهور العالية وإبطال البدع التي تسبب الهدر والتبذير وأكد على مقولة الرسول الكريم محمد صلى الله عليه وسلم عندما أشار إلى صدره وقال أن «التقوى ها هنا» وأكّد على أن التقوى فضيلة يجب غرسها في القلب.

[محل شك]
وفي عهده تمت ترجمة ونشر القرآن الكريم كاملا إلى واحد وخمسين لغة كما افتتح أول مسجد في إسبانيا وهو مسجد "البشارات" وذلك بعد 500 سنة من خروج المسلمين من تلك البلاد. وفي عام 1983 زار حضرته لمدة سبعة أسابيع سنغافورة وفيجي وأستراليا وسيرلانكا حيث وضع حجر الأساس لمسجد "بيت الهدى" ومركزا للتبليغ في سيدني (أستراليا)[بحاجة لمصدر].
هذا الازدهار السريع للجماعة جعل عدو الجماعة الرئيس ضياء الحق يصدر قانونا ضدهم، وذلك في سنة 1984 . فهرب إلى خارج باكستان كي يتمكن من القيام بمنصبه بعيداً عن القرارات ضده ويقود جماعته العالميةفي 120 بلدا من أوروبا[بحاجة لمصدر] . وفي حين تحققت رغبته بالذهاب إلى أوروبا، مات عدو الجماعة ضياء الحق.
زار خلال تواجده في أوروبا معظم الدول الأوربية وأسس مراكز تبشيرية في مختلف دولها، كما سافر إلى كندا حيث وضع حجر الأساس لأول مسجد أحمدي في كندا. في عام 1988 سافر إلى أفريقيا حيث استقبل استقبالا حاشدا في كل من غامبيا وسيراليون وليبيريا وساحل العاج وغانا ونيجيريا.
تأسست في عهد حضرته المبارك أول قناة إسلامية فضائية: قناة التلفزيون الإسلامي الأحمدي التي تبث إلى جميع أنحاء العالم بأكثر من خمس لغات وتم إنشاؤها من تبرعات أعضاء الجماعة الإسلامية الأحمدية من جميع أنحاء العالم. شارك حضرته في العديد من البرامج التلفزيونية الهادفة ومنها برنامج «لقاء مع العرب» الذي امتدت حلقاته إلى ما يزيد أكثر من 400 حلقة. انتقل حضرته إلى جوار ربه في 19 من إبريل 2003 .

## وصلات خارجية
1. ↑  Report on the situation of Ahmadi Muslims in Pakistan - Text of Martial Law Ordinance XX of 1984 نسخة محفوظة 14 فبراير 2017 على موقع واي باك مشين.